# 孙书
孙书（？—？），姬姓，孙氏，齐国大夫，与田无宇的儿子田書并非同一个人，曾与田书一起共同伐莒。

## 家世
其祖先惠孙是春秋初期卫武公之子。据史籍《元和姓纂》记载：“周文王第八子卫康叔之后，至武公和生惠孙，惠孙生耳，耳生武仲，以王父字为氏”。孙书是孙武的祖父。

## 与孙武的关系
《新唐书·宰相世系表》说田（陈）书是孙武的祖父。《新唐书》的观点来源于杜预《左传》的作注，盖由杜预将田书和孙书二人混为一人所致，实大谬。
《全唐文》所载《唐幽州内衙副将、中散大夫、试殿中监乐安郡孙府君神道碑》称孙武是衛武公的后代。